# ユトランド半島

ユトランド半島

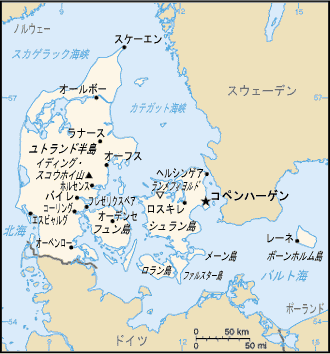
デンマークの地図

ユトランド半島（ユトランドはんとう、デンマーク語: Jylland （[ˈjyl.anˁ] ユラン）、ドイツ語: Jütland （[ˈjyːtlant] ユートラント）、英語: Jutland （[ˈdʒʌtlənd] ジャトランド）、フランス語: Jutland （[ʒyt.lɑ̃d] ジュトランド） ）は、ヨーロッパ大陸北部にある、北海とバルト海を分かつ半島である。北側がデンマーク領、根元のある南側がドイツ領である。「ジュート人が住む地」という文字通りの意味である。
本稿では日本で定着している「ユトランド（半島）」という表記・読み方を用いる。

## 概要
面積は29,775km2、人口は2004年現在2,491,852人。地形はなだらかな丘からなり、気候は冷涼である。デンマーク王国の本土とドイツ連邦共和国の北端部をなしており、半島の大半はデンマーク王国に占められている。南部はドイツのシュレースヴィヒ＝ホルシュタイン州であり、その前身であるシュレースヴィヒ＝ホルシュタイン公国の時代からの係争地だった。
バルト海と北海を分けるように張り出し、スカンジナビア半島との間には多数の島々があるため、船の航行を容易にするアイダー運河（1784年完成）とキール運河（1895年完成）が半島の根元を横断するようにドイツ領内に建設されている。
ユトランド半島で話されるデンマーク語は、特徴的なユトランド訛りをもつ。標準デンマーク語とユトランド方言の違いは、しばしば標準デンマーク語とスウェーデン語の違いより大きいといわれる。これはLinguasphereによる言語分類においても同様である。
2021年に西部の陸地とリムフィヨルド、北海の海域がユネスコ世界ジオパークに指定される。

## 半島内の都市
ユトランド半島のデンマーク側の最大の都市はオーフスである。他の主要都市として、オールボー、エスビャウ、フレゼリクスハウン、ラナース、コリング、シルケボー、ヴァイレ、ヴィボー、ホーセンスなどがある。なお、デンマークの首都コペンハーゲンは大陸側にはなく、スカンジナビア半島との間に浮かぶシェラン島にある。
シュレースヴィヒ＝ホルシュタイン州の主要都市にはキール、リューベック、フレンスブルク、ノイミュンスター、ノルトシュタットの5つがあるが、リューベックとノルトシュタットはユトランド半島にはない。また、アンゲルン半島などの小半島がいくつかある。

## 歴史
この地の先住民はアングル人、サクソン人、ジュート人および一部のヴァンダル人であることが分かっている。
デーン人の到来により彼らは圧迫され、450年頃、ブリテン島へ移動を開始した。アングル人は、自分たちの部族名をブリテン島に新たに建国された王国に冠したが、それがイングランド（アングル人の国）の名称の起源である。
デーン人の祖先は、有史以前、スカンジナビア半島のウップサーラ（現スウェーデン領）周辺を本拠地としたオーロフ王である。デーン人はジュート人と凄惨な争いを繰り返したが、両者の混血が進むにつれて抗争は減っていった。      
デーン人は、キリスト教徒であるフランク人皇帝の侵略に対し、自己防衛のために少なからぬ努力を払った。重要なものとしては、「ダンヴィルク」（Danevirk、デーン人の仕事）と呼ばれる城壁を、北海沿岸からバルト海にかけて構築したことがあげられる。
カール大帝は、バルト海沿いの東ユトランド（のちのシュレースヴィヒ＝ホルシュタイン地方とメクレンブルク地方）の非キリスト教徒のサクソン人を駆逐し、代わりにカール大帝に忠誠を誓ってキリスト教に改宗したスラヴ系ヴェンド人の一集団であるObotrites族を移住させた。
この半島の南部はシュレースヴィヒ＝ホルシュタイン公国の領域で、デンマークとスウェーデン、ドイツとの間の領土争いが絶えず、スウェーデンとは17世紀に北方戦争、18世紀に大北方戦争が行われ、1864年にはドイツ統一戦争の一部であるデンマーク戦争が起きている。
第一次世界大戦におけるユトランド沖海戦は、史上最大の海戦のひとつである。イギリス海軍とドイツ海軍がユトランド半島沖の北海で激しい戦闘を繰り広げ、双方が大きな人的損害と艦船の喪失をこうむった。イギリス海軍の方が直接の損害は大きかったが、その本国艦隊（Grand Fleet）の戦闘能力を維持することができたのに対し、主要艦船に大きな損害を受けたドイツ海軍は、その大洋艦隊（Hochseeflotte）の戦闘能力を維持することができず、以後、大規模な水上決戦を避けて潜水艦作戦へと戦術を転換することになった。